# Ketik River
Der Ketik River ist ein etwa 163 km langer linker Nebenfluss des Avalik River im Bereich der North Slope im Nordwesten des US-Bundesstaats Alaska. Er bildet den bedeutendsten Nebenfluss des Avalik River.

## Flusslauf
Der Ketik River entspringt 132 km südlich von Wainwright in einem niedrigen Höhenrücken, der östlich vom Utukok River verläuft. Das Quellgebiet liegt auf einer Höhe von etwa 230 m. Der Ketik River durchquert die Tundralandschaft der arktischen Küstenebene, anfangs in überwiegend nordöstlicher Richtung. Bei Flusskilometer 90 wendet sich der Ketik River in Richtung Nordnordwest. Er trifft schließlich auf den Avalik River, 2,6 km oberhalb dessen Zusammenfluss mit dem Kaolak River.

## Einzugsgebiet
Der Ketik River entwässert ein Areal von etwa 1830 km². Das Einzugsgebiet wird im Süden von einem niedrigen Höhenrücken begrenzt. Das Einzugsgebiet grenzt im Osten an das des oberstrom gelegenen Avalik River, im Süden an das des Utukok River sowie im Westen an das des Kaolak River. Das Einzugsgebiet des Ketik River liegt vollständig innerhalb der National Petroleum Reserve in Alaska.

## Namensgebung
Der aus der Eskimo-Sprache stammende Flussname wurde 1924 von W. T. Foran vom U.S. Geological Survey (USGS) gemeldet.